# Collorgues
Collorgues település Franciaországban, Gard megyében. Lakosainak száma 670 fő (2022. január 1.). Collorgues Aubussargues, Baron, Castelnau-Valence, Foissac, Garrigues-Sainte-Eulalie, Saint-Dézéry, Saint-Maurice-de-Cazevieille és Serviers-et-Labaume községekkel határos.

## Népesség
A település népességének változása:
| Lakosok száma | 196  | 210  | 309  | 490  | 550  | 579  | 608  | 634  | 666  | 670  |
|               | 1968 | 1982 | 1990 | 2006 | 2013 | 2015 | 2017 | 2019 | 2020 | 2022 |